# Медведєв Павло Володимирович
Павло Володимирович Медведєв (рос. Павел Владимирович Медведев; 8 січня 1992, м. Москва, Росія) — російський хокеїст, нападник. Виступає за «Югра» (Ханти-Мансійськ) у Континентальній хокейній лізі.
Вихованець хокейної школи «Спартак» (Москва). Виступав за МХК «Спартак», «Спартак» (Москва).